# Hontangas (kommunhuvudort)
Hontangas är en kommunhuvudort i Spanien.   Den ligger i provinsen Provincia de Burgos och regionen Kastilien och Leon, i den centrala delen av landet, 130 km norr om huvudstaden Madrid. Hontangas ligger 839 meter över havet och antalet invånare är 129.
Terrängen runt Hontangas är huvudsakligen lite kuperad. Hontangas ligger nere i en dal. Runt Hontangas är det mycket glesbefolkat, med 7 invånare per kvadratkilometer. Närmaste större samhälle är Aranda de Duero, 13,2 km nordost om Hontangas. Trakten runt Hontangas består till största delen av jordbruksmark.